# La Liga de 1930–31
A La Liga de 1930–31 foi a terceira edição da Primeira Divisão da Espanha de futebol. Com 10 participantes, o campeão foi o Athletic Bilbao.

## Classificação final
| Pos | Equipe           | J  | V  | E | D  | GM | GS | SG  | P.G. | Pts |
| --- | ---------------- | -- | -- | - | -- | -- | -- | --- | ---- | --- |
| 1   | Athletic Club    | 18 | 11 | 0 | 7  | 73 | 33 | 40  | 2,2  | 22  |
| 2   | Real Racing Club | 18 | 10 | 2 | 6  | 49 | 37 | 12  | 1,3  | 22  |
| 3   | Real Sociedad    | 18 | 10 | 2 | 6  | 42 | 39 | 3   | 1,0  | 22  |
| 4   | FC Barcelona     | 18 | 7  | 7 | 4  | 40 | 43 | -3  | 0,9  | 21  |
| 5   | Arenas Club      | 18 | 8  | 2 | 8  | 35 | 38 | -3  | 0,9  | 18  |
| 6   | Real Madrid      | 18 | 7  | 4 | 7  | 24 | 27 | -3  | 0,8  | 18  |
| 7   | Real Unión Club  | 18 | 6  | 4 | 8  | 41 | 45 | -4  | 0,9  | 16  |
| 8   | CD Alavés        | 18 | 5  | 4 | 9  | 25 | 39 | -14 | 0,6  | 14  |
| 9   | RCD Español      | 18 | 6  | 2 | 10 | 32 | 45 | -13 | 0,7  | 14  |
| 10  | CD Europa        | 18 | 6  | 1 | 11 | 23 | 38 | -15 | 0,6  | 13  |

|  | Descenso a Segunda División |

## Artilheiros
| Nome                | Gols | Time            |
| ------------------- | ---- | --------------- |
| Bata                | 27   | Athletic Bilbao |
| Guillermo Gorostiza | 17   | Athletic Bilbao |
| Ángel Arocha        | 16   | FC Barcelona    |